# Wasan
Wasan (jap. 和算, dt. etwa: „japanische Mathematik“) ist die japanische Bezeichnung für die in Japan während der Edo-Zeit (1603–1867) betriebene traditionelle Form der Mathematik. Die westliche Form der Mathematik wird in Abgrenzung dazu Yōsan (洋算, „westliche Mathematik“) genannt.

## Geschichte und Inhalt

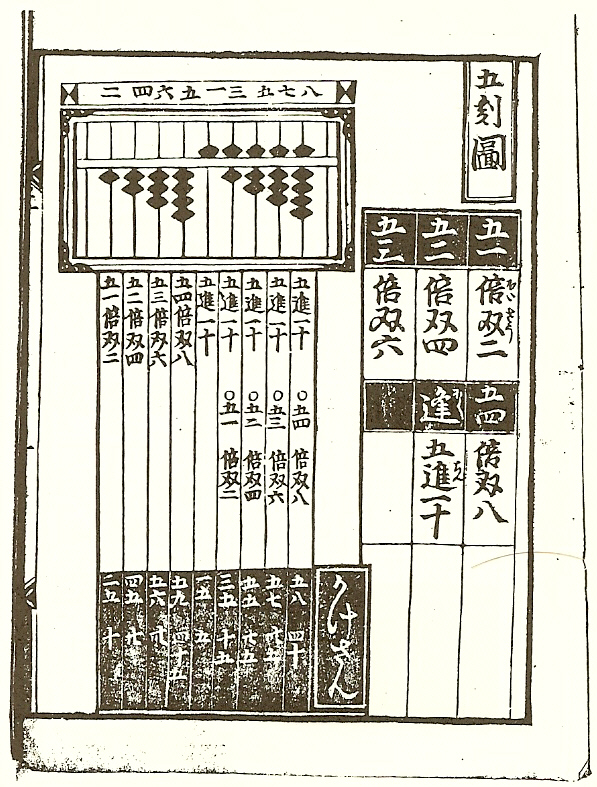
Rechnung mit Soroban (jap. Abakus)

Wasan entstand unter dem Einfluss chinesischer Mathematikbücher, die gegen Ende des 16. Jahrhunderts über Korea nach Japan gelangten, insbesondere Suanxue Qimeng (chinesisch 算學啟蒙 – „Einführung in mathematische Studien“) von Zhu Shijie und Suanfa (chinesisch 算法 – „Methoden der Mathematik“) von Yang Hui sowie das bis in die Han-Zeit zurückreichende Jiuzhang Suanshu (chinesisch 九章算術 – „Die 9 Kapitel der mathematischen Kunst“). Diese wurden zunächst kommentiert, in der Folge aber auch durch eigenständige Weiterentwicklungen der japanischen Mathematiker ergänzt oder ersetzt.
Inhalte des Wasan waren Fragestellungen, die man aus heutiger Sicht den Gebieten Analysis, Algebra, Kombinatorik, Zahlentheorie oder Geometrie zuordnet. Zu den eigenständigen Beiträgen des Wasan gehören unter anderem die Weiterentwicklung verschiedener, von den Chinesen übernommener algebraischer und numerischer Techniken (z. B. das Horner-Schema), die Einführung von Determinanten (allerdings nicht in ihrer vollen Allgemeinheit) und das Enri (円理, dt. „Kreisprinzip“), welches teilweise ein Analogon zur westlichen Infinitesimalrechnung darstellt. Mit Hilfe dieser Erkenntnisse gelang es japanischen Mathematikern zunächst um das Jahr 1700, die Zahl  {\displaystyle \pi } auf 10 Stellen genau zu bestimmen (Seki Takakazu), im Laufe des 18. Jahrhunderts sogar auf 50 Stellen (25 Stellen Kamata (1730?), 41 Stellen Takebe Katahiro (1723), 50 Stellen Matsunaga Ryōhitsu (1739)).
Wasan-Bücher unterscheiden sich der chinesischen Tradition folgend deutlich in Aufbau und Stil von zeitgenössischen westlichen Mathematikbüchern; sie sind nach spezifischen Problemen gegliedert, die separat erläutert werden. Sie sind nicht nach einem theoretischen Überbau strukturiert und verfügen nicht über das an Euklid orientierte, auf Axiome aufbauende Definition-Satz-Beweis-Schema. Eine weitere typische Eigenart von Wasan-Büchern ist das Idai (遺題). Hier werden am Ende des Buches ungelöste Probleme formuliert, welche von anderen Mathematikern aufgegriffen und bearbeitet werden können.

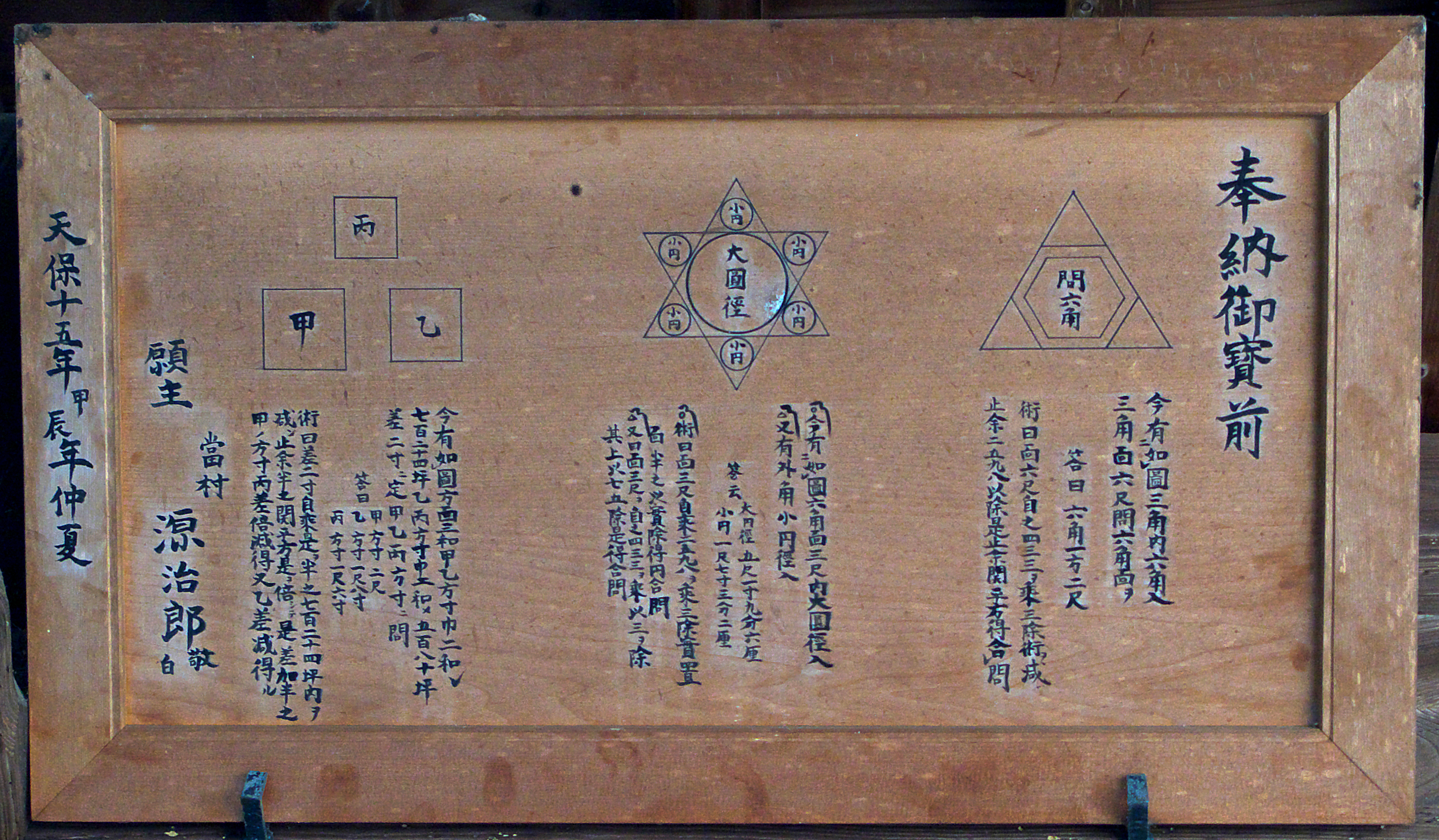
Sangaku (mathematische Tafel) im Tempel Enman-ji in Nara

Eine weitere Erscheinung der Wasan-Zeit war das Sangaku (jap. 算額, wörtlich „mathematische Tafel/Tablet“). Dabei handelte es sich um Holztafeln, auf denen geometrische Rätsel beschrieben wurden. Diese wurden an Tempeln als Opfergabe oder zur intellektuellen Herausforderung der Pilger aufgehängt. Sangaku wurde nicht nur von Gelehrten, sondern von allen sozialen Schichten praktiziert. 
Ab 1868 wurde Wasan im Rahmen der Reformen der Meiji-Regierung durch westliche Mathematik (yōsan) ersetzt.

## Bedeutende Vertreter
- Mōri Shigeyoshi (auch Mōri Kambei genannt): Entwickelte die arithmetischen Methoden für den Soroban (japanischer Abakus).
- Yoshida Mitsuyoshi (1598–1672)
- Seki Takakazu (1642–1708)
- Takebe Katahiro (1664–1739)
- Matsunaga Ryōhitsu (fl. 1718–1749)
- Kurushima Yoshita (gest. 1757)
- Arima Raido (1714–1783)
- Ajima Naonobu (1732–1798)
- Aida Yasuaki (1747–1817)
- Sakabe Kōhan (1759–1824)
- Hasegawa Hiroshi (1782/83–1838)
- Wada Yasushi (1787–1840)
- Shiraishi Nagatada (1796–1862)
- Koide Shuki (1797–1865)
- Omura Isshu (1824–1871)
- Satō Seiko